# Maestro (Doctor Who)
Il Maestro (The Master in originale), noto anche come Missy, Lumiat oppure O a seconda dell'incarnazione, è un personaggio immaginario e il principale antagonista della serie televisiva britannica di fantascienza Doctor Who. Il Maestro è un Signore del Tempo rinnegato e l'arcinemico del Dottore.
Proprio come il Dottore, è stato interpretato da più attori, il primo dei quali fu Roger Delgado. La sua prima apparizione risale al 1971; il personaggio sarà poi una presenza ricorrente durante l'epoca del Terzo Dottore. Dopo la morte di Delgado, il Maestro comparirà solo due volte durante la successiva era del Quarto Dottore, in un corpo pesantemente sfigurato (dietro cui si celano gli attori Peter Pratt e Geoffrey Beevers), che rende impossibile identificarlo. Solo nel 1981, il Maestro tornerà in modo significativo, in una nuova incarnazione con il volto di Anthony Ainley; da quel momento in poi, sarà una presenza ricorrente nella serie fino alla sua cancellazione, nel 1989.
Il Maestro è stato poi il nemico principale in Doctor Who (1996), il film che segnò un primo tentativo di far ripartire la serie. In quella circostanza, sarà interpretato da Eric Roberts, l'unico attore statunitense nel ruolo.
Viene reintrodotto nella serie nuova alla fine della terza stagione, nel 2008, interpretato prima da Derek Jacobi e poi, subito dopo, da John Simm; da quel momento, avrà poche ma significative apparizioni durante l'epoca del Decimo Dottore, fino al 2011. Nel 2014, tornerà in una nuova incarnazione, stavolta femminile: Missy (Michelle Gomez), diventando così il primo Signore del Tempo a cambiare genere nella serie. L'attrice sarà presenza costante per tutto il resto dell'epoca del Dodicesimo Dottore, fino al 2017.
Nel 2020, nel primo episodio della dodicesima stagione, viene introdotta l'attuale incarnazione del Maestro, interpretato da Sacha Dhawan.
Il Maestro è anche un personaggio ricorrente negli audiodrammi Big Finish dedicati alla serie, dove è stato interpretato, oltre che da alcuni degli stessi attori televisivi che hanno ripreso il ruolo (Beevers, Roberts, Jacobi e Gomez), anche da James Dreyfus, Alex Macqueen e Mark Gatiss, che interpretano tre incarnazioni create appositamente per la Big Finish.

## Biografia del personaggio

### Prima incarnazione (James Dreyfus)

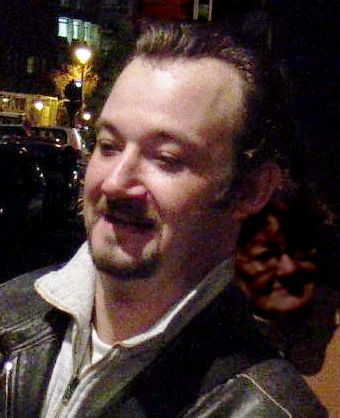
A partire dal 2017, James Dreyfus ha interpretato l'incarnazione originale del Maestro in tre audiodramma Big Finish.

Anche se il personaggio compare in televisione per la prima volta nel 1971, alcuni audiodramma Big Finish ne hanno introdotto una versione precedente, presentata come l'originale che ha rubato un TARDIS ed è partito da Gallifrey.

#### The Destination Wars(2017)
Il Primo Dottore e i suoi compagni originali (sua nipote Susan e gli insegnanti Ian Chesterton e Barbara Wright) lo incontrano sul pianeta Destination, colonizzato da una specie umanoide il cui sviluppo tecnologico è simile a quello della Terra. Il Maestro è naufragato lì dopo che il suo TARDIS, ancora in riparazione, è caduto a pezzi durante il decollo: i singoli pezzi si sono persi nel Vortice del Tempo, ma la cabina di volo si è salvata ed è rimasta chiusa in una bolla temporale, separata dal mondo esterno. Per trovare un modo per andarsene, il Maestro ha ingannato i coloni di Destination e gli abitanti originali del pianeta, i Dalmari, per farli combattere tra loro per secoli, così che la guerra potesse nutrire il loro sviluppo tecnologico; il Maestro ha fornito loro progetti e idee, facendosi conoscere come l'Inventore, e ha saltato di secolo in secolo sfruttando la differenza temporale fra la sua cabina e il resto del pianeta. Quando il Dottore arriva, il Maestro lo obbliga a cedergli la chiave del TARDIS per andarsene, ma la macchina si rifiuta di muoversi; il Maestro viene poi immobilizzato da Ian e Barbara (che aveva preso con sé), che riescono a riportarlo su Destination. Nel frattempo, il Dottore ha rivelato ai coloni e ai Dalmari la verità, facendosi garante di una nuova pace. Il Maestro prova a riprendere controllo del suo laboratorio, ma il Dottore ha preparato una trappola: tutta l'energia che lo teneva in funzione è stata deviata altrove, e ora che il Maestro si è chiuso dentro, non ha modo per uscirne. Il Dottore lascia quindi il Maestro intrappolato nel suo laboratorio su Destination, senza apparenti vie d'uscita.

#### The Home Guard(2019)
Il Secondo Dottore e i suoi primi compagni (Polly Wright, Ben Jackson e Jamie McCrimmon) ritrovano il Maestro su un altro pianeta alla guida di un'altra comunità di coloni umani, che è venuta lì per vivere una vita più semplice e, a tal scopo, ha ricostruito una replica perfetta di un villaggio inglese durante la seconda guerra mondiale. Il Maestro ne ha preso il controllo con le proprie capacità ipnotiche e li ha convinti a organizzare una Home Guard per difendersi dall'assalto del nemico, cioè gli abitanti originali del pianeta; al tempo stesso, ha anche armato questi abitanti originali così che eventualmente attacchino. Il Maestro riesce anche a ipnotizzare il Dottore e i suoi compagni perché si uniscano all'esperimento, ma il Dottore (che si crede il capitano della guardia) interpreta troppo bene il proprio ruolo e contatta gli alieni per cercare una soluzione pacifica. Come risultato, l'attacco che il Maestro aspettava avviene prima del previsto, e gli umani non hanno mezzi sufficienti per far fronte alla superiore tecnologia aliena: il Maestro quindi scappa con il suo TARDIS e torna solo a battaglia finita per osservare il risultato. Per allora, tuttavia, il Dottore è riuscito a convincere i combattenti a interrompere il conflitto e ha denunciato le sue manipolazioni, così che, quando il Maestro torna, i due popoli riescono a catturarlo e decidono di metterlo sotto processo per le sue azioni.

#### The Psychic Circus(2020)
Tempo dopo, il Settimo Dottore incontrerà di nuovo questa incarnazione del Maestro quando un robot messaggero compare all'interno del TARDIS, invitandolo a vedere il Circo Psichico (dove era stato in passato). Il Dottore accetta l'invito, ma non riesce ad arrivare al Circo perché qualcosa interferisce con il robot, e lo usa per creare illusioni in cui imprigionare il Dottore. Il Dottore è costretto a tornare sul luogo di una delle sue avventure passate, le Paradise Towers, e lì incontra il Maestro, che gli rivela di essersi accordato con antiche entità cosmiche, gli Dèi del Ragnarok, per fondare il Circo. Il divertimento e la gioia causate dagli artisti forniscono nutrimento e potere sia agli Dèi (che pretendono di essere intrattenuti) sia al Maestro stesso, che ha materialmente creato il Circo attirando, con l'uso di un pendaglio e dei suoi poteri psichici, i vari artisti e li ha imprigionati su Segonax, il pianeta degli Dèi. Il Maestro lascia il Dottore a intrattenere gli Dèi, ma il Dottore riesce a scappare e a raggiungere il Circo. Avendo affrontato gli Dèi in passato, il Dottore sa che amano essere intrattenuti, e sfrutta lo scontro fra se stesso e il Maestro come spettacolo: riesce così a togliere al Maestro il pendaglio, contattare Kingpin, il capo dei circensi, e convincerlo a usare la propria capacità psichica per rompere temporaneamente il potere che gli Dèi hanno sul Circo. Fatto questo, il Dottore se ne va lasciando il Maestro alla mercé degli Dèi.

### Nemesi del Terzo Dottore (Roger Delgado)
La prima incarnazione televisiva del Maestro compare in otto storie fra il 1971 e il 1973, interpretato da Roger Delgado. Compare in tutte e cinque le storie dell'ottava stagione della serie classica, per poi ricomparire in altre tre storie nelle successive due stagioni. L'interpretazione di Delgado rese il suo personaggio iconico, anche grazie alla grande amicizia stretta dall'attore con i colleghi Jon Pertwee e Katy Manning (rispettivamente il Dottore e la sua compagna, Jo Grant). In occasione dell'undicesima stagione, Delgado chiese che fosse scritta per il suo personaggio una storia che ne vedesse la fine, dal momento che non riusciva a trovare lavoro perché la gente pensava facesse il Maestro a tempo pieno. Vennero fatti piani quindi per un'ultima storia, The Final Game, che avrebbe dovuto vedere il Maestro morire e forse anche una grande rivelazione, tipo che il Maestro fosse il fratello del Dottore o un suo doppio negativo. Purtroppo, la morte di Delgado in un incidente d'auto in Turchia, nel 1974, durante le riprese di un film, terminò questi preparativi, paradossalmente però garantendo la sopravvivenza del personaggio.

#### Terror of the Autons(1971)
Nella sua prima apparizione, che costituisce anche una sorta di sequel alla prima storia del Terzo Dottore, il Maestro, appena arrivato sulla Terra, ruba il cervello della Coscienza Nestene dal museo dove è custodito e, infiltratosi dentro un radiotelescopio, riesce a riattivarla. In seguito, ipnotizza il direttore di una fabbrica di bambole di plastica e la usa per fabbricare nuovi Auton, eliminando quanti tentano di fermare la produzione. Il Dottore (avvertito della presenza del Maestro dai Signori del Tempo), la sua nuova assistente Jo Grant e il team UNIT, sotto la guida del Brigadiere Lethbridge-Stewart, provano a rintracciarlo, ma riescono a localizzarlo solo dopo che, con la scusa di un tour promozionale, il Maestro e gli Auton sono già riusciti a distribuire per tutto il paese narcisi di plastica, che, una volta attivati tramite l'uso di onde radio, soffocheranno gli umani bloccandone le vie respiratorie con una rete di plastica. Nel frattempo, il Maestro tenta di uccidere il Dottore in vari modi (ipnotizzando Jo perché consegni una bomba, oppure installando un filo del telefono e chiamandolo per strozzarlo), finché non entra nel suo laboratorio al quartier generale della UNIT; in quella circostanza, il Dottore viene salvato solo perché Jo si lascia sfuggire notizie di un attacco del Brigadiere e delle forze armate al bus del tour promozionale, pieno di Auton. Il Maestro allora imprigiona Jo e il Dottore e li usa come ostaggi per prevenire l'attacco; riesce quindi ad attivare il segnale radio che attivi l'attacco degli Auton. Il Dottore gli fa però notare che, una volta che ha vinto, è probabile che la Coscienza Nestene non farà differenza fra il Maestro, che l'ha aiutata, e gli esseri umani; il Maestro allora cambia schieramento e aiuta il Dottore a fermarla, scomparendo subito dopo. Il Dottore, però, nel frattempo, ha rubato al TARDIS del Maestro il circuito di dematerializzazione, di fatto bloccandolo sulla Terra come lui.

#### The Mind of Evil(1971)
Sotto lo pseudonimo di Emil Keller, il Maestro costruisce una macchina che, a suo dire, è in grado di guarire un uomo dalle sue tendenze malvagie, e può essere usata per riabilitare criminali. Riesce a farla piazzare nel carcere di Stangmoor, dove viene usata su alcuni detenuti, ma è solo un pretesto. Il vero intento del Maestro è quello di rubare Thunderbolt, un missile nucleare pieno di gas nervino di cui il governo britannico ha deciso di sbarazzarsi, proprio mentre a Londra è in corso una conferenza internazionale per la pace, al cui servizio di sicurezza è preposta proprio la UNIT. Dopo aver tentato di suscitare tensione fra i delegati facendo uccidere il rappresentante cinese e tentando di uccidere quello statunitense, il Maestro si reca a Stangmoor, dove intanto la potenza della macchina ha influito sui detenuti spingendoli alla rivolta. Sfruttando la situazione, il Maestro aiuta i detenuti a impossessarsi della prigione, in cambio del loro aiuto nel rubare il missile; riesce anche a imprigionare il Dottore e Jo, che si trovavano a Stangmoor perché erano andati ad assistere a una dimostrazione dell'uso della macchina. Quest'ultima, intanto, si rivela incontrollabile: il parassita alieno che il Maestro vi ha inserito dentro, e che si nutre degli impulsi negativi della mente, è diventato abbastanza potente da poter contrastare anche il Dottore e il Maestro, e ha assunto la capacità di muoversi per la prigione. I due Signori del Tempo riescono a tenerlo sotto controllo, ma solo temporaneamente. Quando il furto del missile riesce, il Maestro lascia Stangmoor con l'intenzione di lanciare il missile sulla conferenza di pace, con l'intento di scatenare la terza guerra mondiale. Liberato dalle forze della UNIT che hanno assaltato il carcere, il Dottore propone al Maestro un patto: il missile in cambio del suo circuito di dematerializzazione, con cui il Maestro potrà riattivare il proprio TARDIS. In realtà è una trappola: utilizzando la macchina, il Dottore distrae il Maestro e distrugge il missile. Non riesce però a impedire che il Maestro si impossessi lo stesso del circuito, diventando così di nuovo libero di lasciare la Terra.

#### The Claws of Axos(1971)
Il Maestro viene catturato da Axos, un parassita cosmico che per vivere divora l'energia di interi mondi; sotto la promessa di rivelargli i segreti per viaggiare nel tempo, il Maestro lo convince a dirigersi verso la Terra. Axos si presenta al governo inglese come il sopravvissuto di un mondo distrutto, e offre loro un materiale chiamato Axonite, capace di replicarsi all'infinito e replicare qualsiasi cosa con cui venga in contatto - cosa che apparentemente garantirebbe la fine di gravi problemi dell'umanità come la fame nel mondo o la penuria di risorse. È in realtà un trucco: la Axonite, una volta azionata, assorbirebbe l'energia di tutto il pianeta, al punto da esaurirla. Siccome il Regno Unito ritarda la distribuzione mondiale del minerale per tenerlo per sé, il Maestro convince Axos a lasciarlo andare così che provveda che l'Axonite sia distribuita globalmente. Questo è anche un modo, per il Maestro, di evitare l'imminente distruzione: egli infatti ne approfitta per ipnotizzare i soldati della UNIT che stanno trasportando il TARDIS alla centrale nucleare vicino cui è atterrato Axos (su richiesta del Dottore), e prova a utilizzarlo per scappare. Scoperto dai soldati della UNIT, in assenza del Dottore (prigioniero di Axos) e in cambio della sua libertà il Maestro accetta di aiutarli a distruggere Axos; utilizzando l'energia del reattore e la potenza del TARDIS egli riesce a danneggiarlo, abbastanza da liberare il Dottore e Jo Grant, ma non abbastanza da distruggerlo. Il Dottore, però, gli propone a questo punto di scappare insieme dalla Terra: i Signori del Tempo gli hanno cancellato dalla memoria il segreto del viaggio nel tempo, ma il TARDIS è in ordine e assieme i due possono farlo funzionare. È in realtà un tranello per intrappolare Axos: dopo aver promesso al parassita di fornirgli il segreto del viaggio nel tempo, il Dottore in realtà lo blocca dentro un anello temporale in cui Axos non riesce mai a raggiungere la Terra. Il Maestro, tuttavia, approfitta della confusione per riappropriarsi del proprio TARDIS e scappare.

#### Colony in Space(1971)
Dopo aver rubato dalla Matrice su Gallifrey le informazioni riguardanti il pianeta Uxarieus, dove sarebbe nascosta un'arma in grado di distruggere le stelle, il Maestro si dirige verso quel pianeta nel futuro. Lì approfitta di una disputa fra un gruppo di coloni e una potente compagnia mineraria (che ha cercato di mandarli via con la forza) e si finge un giudice mandato dalla Terra per dirimere la questione; sfruttando la disperazione dei coloni, riesce a farsi indicare da loro il posto dove si trova la città sotterranea degli abitanti originali del pianeta (gli inventori dell'arma, razza un tempo civilizzata e ora decaduta), dove è custodita l'arma. I Signori del Tempo, intanto, hanno mandato su quel pianeta il Dottore (temporaneamente libero dall'esilio) con Jo per fermare il Maestro. Quest'ultimo viene a sapere che il Dottore è già sceso, per altri motivi, nella città, ed è l'unico che può fargli da guida. Catturati quindi il Dottore e Jo, il Maestro tiene come ostaggio la seconda e costringe il primo ad accompagnarlo nelle grotte. Lì i due riescono ad arrivare all'arma, e il Maestro propone al Dottore di usarla per governare assieme l'universo; quando il Dottore rifiuta, il Maestro prova a ucciderlo, ma viene fermato dall'entità a capo dei primitivi, che lo blocca il tempo sufficiente perché il Dottore attivi la sequenza di autodistruzione dell'arma. Nel caos che segue, il Maestro riesce a rifugiarsi nel proprio TARDIS e scappare ancora una volta.

#### The Daemons(1971)
Tornato sulla Terra, il Maestro si dirige a Devil's End, un villaggio della campagna inglese, dove prende il posto del vicario locale; in segreto, organizza attorno a sé un culto satanico allo scopo di risvegliare il demone Azal (in realtà un alieno, abitante del pianeta Demos, la cui razza ha presieduto all'evoluzione umana come esperimento scientifico). La stessa notte in cui una spedizione archeologica apre la presunta "tomba" (l'astronave) di Azal, il Maestro riesce a risvegliare la potenza del demone, isolando il villaggio dietro una barriera di calore e intrappolando all'interno il Dottore, Jo e altri due membri della UNIT, il capitano Mike Yates e il sergente John Benton. Scopo del Maestro è ricevere da Azal il suo potere per dominare l'umanità, apparentemente in suo nome; il demone, tuttavia, sente che il Dottore e il Maestro appartengono alla stessa razza e si riserva di scegliere fra i due. Il Dottore riesce a far costruire alla UNIT una macchina in grado di liberare la potenza del demone, ma questa viene distrutta dopo aver permesso ai soldati della UNIT di oltrepassare la barriera ed entrare nel villaggio; il Dottore si risolve allora a implorare il demone di andarsene. Colpito dalla generosità del Dottore, Azal decide di dare a lui il potere, ma il Dottore lo rifiuta. Il demone allora vorrebbe distruggere la Terra e l'umanità, dichiarando l'esperimento fallito, ma l'intervento di Jo (pronta a dare la vita per il Dottore) lo manda in tilt e distrugge il suo potere. Il Maestro prova ancora una volta a fuggire su "Bessie", l'auto del Dottore, ma questa può essere pilotata a distanza dal suo avversario, che così lo riporta indietro, permettendo finalmente alla UNIT di arrestarlo e rinchiuderlo nella prigione di massima sicurezza di Dartmoor.

#### The Sea Devils(1972)
In prigione, il Maestro riesce a guadagnare la fiducia del direttore dell'istituto, convincendolo che ci sono pericolosi nemici dello Stato nelle vicinanze e ottenendo da lui completo aiuto e assistenza nel combatterli. In realtà, il Maestro sa che nelle vicinanze di Dartmoor, che sorge su un'isola, si trova una vecchia colonia di "Diavoli del Mare", una variante dei Siluriani (la specie rettiloide che dominava la Terra prima dell'uomo, e che è da secoli in stato di ibernazione per sopravvivere alla presunta distruzione del pianeta) abituata alla vita sottomarina; di recente hanno iniziato ad affondare alcune navi, come prima mossa nel loro tentativo di riconquistare il pianeta. Obiettivo del Maestro è contattarli e offrire il proprio aiuto per i loro piani di conquista. È quasi riuscito a completare la costruzione di un meccanismo per contattarli, quando il Dottore e Jo arrivano a visitarlo (anche per sapere dove si trovi il suo TARDIS, la cui posizione è ancora ignota), e iniziano a loro volta a investigare sulle sparizioni. Il Maestro sfrutta prima la sua presa sul direttore dell'istituto per imprigionarli; quando riescono a scappare, convoca uno dei Diavoli nel tentativo di ucciderli, approfittandone per testare il suo congegno. Il Dottore e Jo riescono a scappare, ma il Maestro ha visto che il congegno funziona, e lo usa per chiamare i Diavoli e farsi liberare dalla prigione, uccidendo l'intero staff del posto. Il Maestro si offre quindi di risvegliare i Diavoli in ogni centro di ibernazione del pianeta, dopo che il tentativo del Dottore di trattare pacificamente con i Diavoli è andato a monte a causa dell'intervento della Royal Navy, che ha bombardato l'area. Con l'aiuto dei Diavoli, il Maestro assale la vicina base della Royal Navy e costringe il Dottore ad aiutarlo a costruire un marchingegno per risvegliare i Diavoli; quando i militari tornano (avvertiti da Jo che è riuscita a scappare e a chiamare rinforzi) e riprendono la base, il Dottore e il Maestro vengono riportati nella base sottomarina dei rettiloidi, dove attivano il congegno e poi sono entrambi fatti prigionieri (anche il Maestro). Il Dottore, però, rivela che ha sabotato la costruzione del congegno, trasformandolo in una bomba: i due Signori del Tempo fanno appena in tempo a scappare prima che la base salti in aria. Sulla navetta di soccorso che li ripesca in mare, il Maestro finge di sentirsi male, tramortisce un marinaio e lo traveste come lui, così che, ingannati, i marinai lo portino a terra al posto suo; nel frattempo, lui ruba un elicottero e, ancora una volta, fugge dandosi alla macchia.

#### The Time Monster(1972)
Ribattezzatosi "Carl Thascalos", il Maestro si spaccia per uno scienziato terrestre che studia il funzionamento del tempo, e riesce a convincere un'istituzione inglese, il Newton Institute, a finanziare la sua presunta ricerca sulla possibilità di spostare oggetti da un luogo all'altro attraverso interstizi nello spaziotempo. In realtà egli ambisce a evocare Kronos, un Cronovoro (creatura che vive nel Vortice e si nutre di tempo), e a catturarlo all'interno di un frammento di cristallo speciale, così da poterlo controllare. Il Maestro riesce nell'impresa, ma si ritrova incapace di sfruttare il potere di Kronos perché quello che possiede è solo un frammento del vero cristallo, quello più grande, che si trova ad Atlantide nel passato; nel frattempo, gli esperimenti hanno attirato l'interesse del Dottore e della UNIT, che si mobilita per fermarlo. Il Maestro riesce a evitare i soldati della UNIT paralizzandoli in un momento temporale fisso, e con il suo TARDIS si dirige ad Atlantide, inseguito dal Dottore e da Jo. Una volta arrivato sul posto, il Maestro si fa riconoscere come emissario degli dei e, con l'aiuto dell'ambiziosa regina Galeyra e del sommo sacerdote Krasis, recupera il cristallo con l'aiuto involontario del Dottore e di Jo. Tuttavia, quando scatena il potere di Kronos, questo si rivela troppo grande per lui: Atlantide ne viene distrutta, e lui, il Dottore e Jo sono costretti a scappare con i loro TARDIS. Una volta nel Vortice, il Dottore ferma il Maestro facendo scontrare i loro due TARDIS in una sorta di ariete temporale: l'azione rompe il cristallo e libera Kronos che, grato al Dottore e a Jo, permette loro di andarsene. Il Dottore intercede anche per la libertà del Maestro, che Kronos vorrebbe trattenere e punire; il Maestro ne approfitta allora per scappare di nuovo.

#### Frontier in Space(1973)
L'ultima apparizione di quest'incarnazione del Maestro avviene nel futuro, quando, alleato con i Dalek, tenta di provocare una guerra fra due imperi galattici, quello degli uomini e quello dei Draconiani (un'altra razza di alieni simili a serpenti): i due imperi si distruggeranno a vicenda, e i Dalek emergeranno come la razza suprema. Dopo aver ingaggiato come mercenari la specie aliena degli Ogron (grossi bestioni senza cervello ma molto forti), il Maestro organizza una serie di attacchi a varie navi di entrambi gli imperi, utilizzando un congegno ipnotico per influenzare gli equipaggi e far credere loro che gli attacchi siano opera dell'altra razza. Il Dottore e Jo atterrano su una nave umana durante uno di questi attacchi, e vengono imprigionati dagli umani con l'accusa di essere spie per i Draconiani; saputo dell'accaduto grazie agli Ogron (che hanno preso il TARDIS), il Maestro fabbrica un falso profilo criminale per tutti e due e, fingendosi il governatore di un sistema della galassia, riesce a farli affidare alla sua custodia. Mentre li trasporta verso il pianeta degli Ogron, la sua nave viene attaccata dai Draconiani, che portano tutti e tre al loro pianeta natale; il Maestro decide di approfittarne per causare un ennesimo incidente, facendo attaccare dagli Ogron la sala delle udienze del palazzo reale. Il Dottore, però, riesce a tramortire uno degli Ogron così che questi sia ancora lì quando l'effetto del congegno del Maestro svanisce: prova così la verità delle sue parole ai Draconiani, che decidono di riportarlo sulla Terra e farlo parlare con gli umani per evitare la guerra. Il Maestro, però, tiene ancora prigioniera Jo sul pianeta degli Ogron, e la usa come esca (assieme al TARDIS) per attirare il Dottore sul posto, imprigionandolo. Jo, però, è riuscita a sottrarre al Maestro il congegno ipnotico (dopo averne sconfitto l'influenza) e il Dottore può così usarlo per scappare, non senza prima essere riuscito a rivelare la verità ai due imperi; il Maestro riesce però a ferirlo gravemente, al punto da costringerlo a cadere in un coma autoindotto per guarire.
Nel serial successivo, Planet of the Daleks, il Dottore riuscirà a impedire ai Dalek di approfittare della guerra fra umani e Draconiani, ma il Maestro non compare in questa storia.

### Un'incarnazione alternativa (Mark Gatiss)

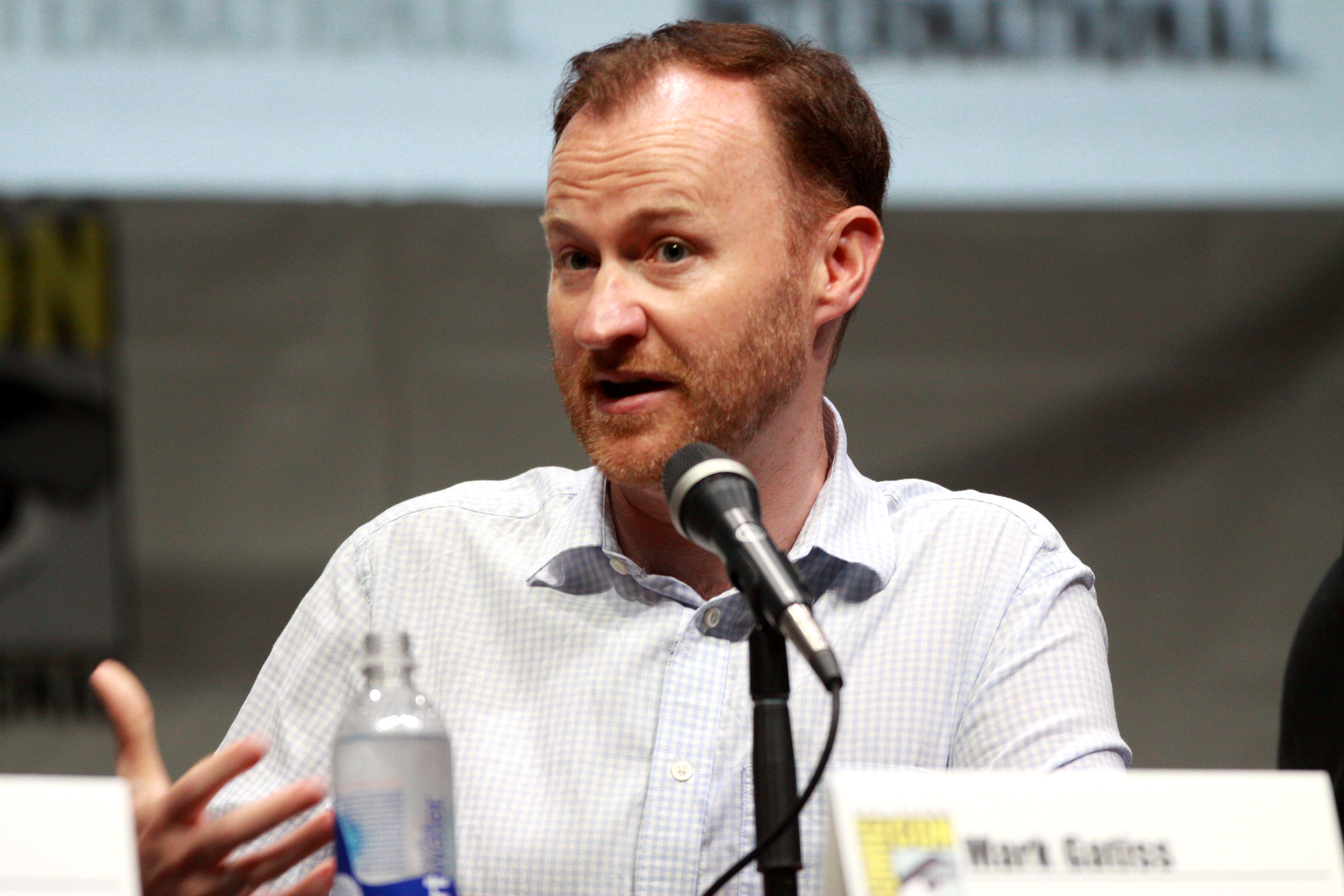
Mark Gatiss è stato il primo interprete di un'incarnazione originale Big Finish del personaggio, in una versione alternativa dell'incarnazione originale di Roger Delgado.

Questa incarnazione compare nella serie di audiodrammi Big Finish Doctor Who: Unbound, creata per esplorare versioni alternative alla serie TV.

#### Sympathy for the Devil(2003)
In questa realtà, il Terzo Dottore, interpretato da David Warner, arriva sulla Terra nel 1999, trent'anni dopo gli eventi della serie classica cui avrebbe dovuto prendere parte come consulente scientifico della UNIT. Di conseguenza, quest'ultima non ha potuto beneficiare del suo aiuto, e non ha saputo ben maneggiare i numerosi attacchi extraterrestri alla Terra; pur salvando e proteggendo il mondo, ha perso credito di fronte al governo inglese e alle Nazioni Unite. Alistair Gordon Lethbridge-Stewart, congedato con disonore dall'esercito, ora gestisce un pub a Hong Kong, dove il Dottore finisce per ritrovarsi; con qualche difficoltà, il Signore del Tempo riesce a farsi riconoscere come lo stesso uomo che anni prima lo aiutò a fronteggiare minacce come gli Yeti e i Cybermen.
Al contrario del Dottore, il Maestro è arrivato sulla Terra in questa realtà nei tempi previsti, e ha dovuto attraversare l'intera seconda metà del XX secolo in mezzo agli umani, senza un TARDIS con cui andarsene. Ha trovato ospitalità presso il governo cinese, per il quale ha elaborato un congegno che, dopo aver "curato" carcerati e criminali, li rende perfetti soldati, controllabili a distanza (una variante della macchina di The Mind of Evil). La notte prima che Hong Kong venga restituita alla Cina dalla Gran Bretagna, il Maestro, capendo che non è più il benvenuto in Cina, tenta di espatriare, costringendo un pilota cinese a trasportarlo oltre il confine; l'aereo però precipita e il Maestro è coinvolto in un incidente mortale, che porta alla sua rigenerazione in un nuovo corpo (Mark Gatiss). Ripresosi, il Maestro indossa una divisa dell'esercito britannico e si dirige verso la sua vera destinazione.
A quella stessa destinazione, per una fortuita coincidenza, arrivano anche Lethbridge-Stewart, il Dottore e i soldati della UNIT sotto il loro nuovo comandante, il colonnello Brimmicombe-Wood (David Tennant). Si tratta di un monastero, i cui monaci cantano notte e giorno di fronte a un'urna che, a sentire loro, conterrebbe tutto il male del mondo, tenuto a bada dal loro canto; in realtà all'interno si cela un altro esemplare dei parassiti che il Maestro ha finora utilizzato come fonte della sua invenzione per i cinesi. Questi si nutrono degli impulsi negativi del cervello umano, e il Maestro intende minacciare il mondo con questi. Scoperto però che il Dottore è arrivato sulla Terra, il Maestro coglie l'opportunità per cercare una via di fuga dal pianeta: consegnerà al Dottore gli esemplari dei parassiti, se lui gli cederà il TARDIS. Il Dottore finge di accettare, ma in realtà, fattosi consegnare i parassiti (che porta poi con il TARDIS in un sito di esperimenti nucleari, così che vengano distrutti), lo indirizza al pub di Lehtbridge-Stewart. Il Dottore poi parte assieme all'ex Brigadiere, lasciando il Maestro di nuovo sulla Terra; a insaputa del Dottore, la morte dei parassiti ha portato i carcerati condizionati alla pazzia, portandoli a sparare sulla folla a Hong Kong e causando un incidente internazionale (cliffhanger sulla cui risoluzione poi non è stato detto niente).

#### The Emporium at the End(2016)
A tredici anni di distanza dal precedente audiodramma, la Big Finish ha recuperato il Dottore e il Maestro alternativi introducendoli all'interno della nuova serie da loro dedicata a Bernice "Benny" Summerfield, una compagna del Settimo Dottore apparsa prima in una serie di romanzi ambientati dopo la serie, e poi negli audiodrammi Big Finish. Benny viene attirata in questo universo alternativo dal Dottore di Warner, che intende usarla come faro per scappare dal suo universo, che sta morendo a seguito di un tremendo conflitto (è la versione alternativa della Guerra del Tempo nella serie moderna). Il tentativo fallisce, e Benny rimane intrappolata nell'universo alternativo e morente assieme al Dottore.
In questo audio, Benny e il Dottore trasportano nel TARDIS un gruppo di disperati all'Emporio, una sorta di grande magazzino situato vicino a un portale fra questo universo e uno alternativo. L'Emporio è gestito dal Manager (il Maestro sotto falso nome), il quale ha creato una lotteria in cui la gente gioca per il diritto di andarsene. Quando il Dottore lo viene a sapere, il primo tenta di vedere il Manager, ma ottiene solo di essere buttato fuori; offre quindi i propri ricordi per permettere a tutti di comprare biglietti, ma la macchina per estrarre i ricordi lo rifiuta, dicendo che non ci sono ricordi da estrarre (già in precedenza, era stato messo in evidenza come il Dottore, misteriosamente, non riuscisse a ricordare il Maestro). Fuori dall'Emporio, il Dottore incontra altri che hanno venduto i propri ricordi per poi perdere la lotteria, e rimanere senza alcuna memoria; organizza quindi una rivolta per rivendicare il diritto di tutti ad andarsene.
Quanto a Benny, lei prova a taccheggiare un po' di merce del negozio per poi venderli e aiutare alcuni profughi con i biglietti, ma viene scoperta e portata di fronte al Maestro. Riconoscendo che lei appartiene a un altro universo, e che la sua energia potrebbe dare abbastanza energia al portale per stabilizzarlo, il Maestro decide di ingannarla, dicendole che, se passasse attraverso il portale (che richiede una perdita di memoria ed energia dalle persone), lei potrebbe salvare tutti quanti (tranne il Maestro stesso, che si sacrificherebbe eroicamente restando dall'altra parte per fare da ancora). La informa anche che lui e un'altra persona (il Dottore, implicitamente) hanno affrontato la fine dell'universo nel giorno più cupo della guerra, ma solo lui è rimasto a lottare, salvando tutto l'universo e garantendogli ancora qualche secolo di vita, mentre l'altro è scappato. La notizia della rivolta del Dottore distrae il Maestro, che la calma informando tutti che Benny ha accettato di sacrificarsi.
Poco prima però che Benny compia effettivamente il sacrificio, il Dottore chiude il portale (grazie a un cacciavite sonico che Benny ha ritrovato nell'Emporio), denunciando le vere intenzioni del Maestro: fornire abbastanza energia al portale, tramite il sacrificio dei suoi clienti, per scappare a sua volta; se attraverseranno il portale, tutti loro moriranno. Rivela anche che, sì, lui non ricorda del Maestro, ma gli sembra di ricordare di aver fornito i suoi ricordi alla macchina di estrazione per tenere in piedi l'universo, quando il Maestro, nel tentativo di finire la guerra, ha utilizzato un'arma che avrebbe distrutto l'universo. Benny si fida del Dottore, e sfida il Maestro ad attraversare il portale per primo; quando il Maestro rifiuta, la folla di clienti lo afferra e lo butta oltre il portale, facendolo scomparire e dimostrando la verità delle parole del Dottore. Archiviato il 28 febbraio 2020 in Internet Archive.

### Harold Saxon (John Simm)
Nell'episodio Utopia della terza stagione, il Decimo Dottore, Martha Jones e Jack Harkness incontrano un misterioso Professor Yana, interpretato da Derek Jacobi, senza ricordi in un pianeta alla fine dell'universo. Dopo il loro arrivo riacquista la memoria, iniziando a rigenerarsi nella sua nuova incarnazione, interpretata da John Simm.
Il Maestro fugge quindi nella Londra del 2007 e viene eletto Primo Ministro del Regno Unito. Cercherà di far invadere la Terra dai Toclafane, che sono gli Umani del futuro dal lui inviati verso Utopia. I suoi piani verranno fermati dal Decimo Dottore, che lo vedrà morire tra le sue braccia.
Nello speciale La fine del tempo viene riportato in vita da un gruppo di seguaci. Si scopre che i "tamburi" che il Maestro ha sentito nella sua testa per tutta la vita erano un segnale inserito da Rassilon. Il segnale serviva a collegare la Terra con Gallifrey, per permettere ai Signori del Tempo di salvarsi dalla distruzione. Il piano di Rassilon viene fermato dal Maestro stesso, che per vendicarsi li riporta nella Guerra.
Dopo che il Dottore ha salvato Gallifrey in Il giorno del Dottore, Il Maestro viene curato dai Signori del Tempo, che poi lo cacciano dal pianeta. A seguito di ciò finirà in una nave colonia Mondasiana.

### Missy (Michelle Gomez)
Nel primo episodio dell'ottava stagione il Maestro ritorna in un'incarnazione femminile, Missy (abbreviazione di Mistress), interpretata da Michelle Gomez, e si scopre che fu lei a fare incontrare il Dottore e Clara. La sua vera identità viene rivelata nell'episodio Viaggio nell'aldilà in cui cerca di creare un esercito di Cybermen dai morti, ma i suoi piani vengono fermati dal Dodicesimo in Morte in Paradiso.
Nella nona stagione viene reclutata da Clara Oswald per ricercare il Dottore scomparso. I tre finiscono prigionieri su Skaro, pianeta dei Dalek, da cui riescono a fuggire in modo rocambolesco.
Nella decima stagione si scopre che il Dottore era stato incaricato di vegliare sul suo corpo per mille anni, e che si era dato la missione di redimerla e renderla buona. Nonostante all'inizio non sembri intenzionata a intraprendere questo percorso, alla fine, anche se lui non lo verrà a sapere, deciderà di schierarsi con il Dottore e per questo verrà uccisa dalla sua incarnazione precedente.

### O (Sacha Dhawan)
Durante gli eventi di Spyfall il Dottore cerca un alleato, una spia, ora conosciuta come "O", interpretato dall'attore britannico-indiano Sacha Dhawan. Viene rivelato poco prima del culmine epico della prima parte della storia che O è in realtà il Maestro, avendo assunto la sua nuova forma. Non è esplicitamente dichiarato come o se Missy si è rigenerata o se Il Maestro è stato resuscitato e ha assunto una forma umana in altro modo.

## Attori

### Televisione
| Attore           | Periodo           | N. di episodi | Prima apparizione    | Ultima apparizione      |
| ---------------- | ----------------- | ------------- | -------------------- | ----------------------- |
| Roger Delgado    | 1971 - 1973       | 48 (8 storie) | Terror of the Autons | Frontier in Space       |
| Peter Pratt      | 1976              | 4 (1 storia)  | The Deadly Assassin  | The Deadly Assassin     |
| Geoffrey Beevers | 1981              | 4 (1 storia)  | The Keeper of Traken | The Keeper of Traken    |
| Anthony Ainley   | 1981 - 1989       | 28 (9 storie) | The Keeper of Traken | Survival                |
| Eric Roberts     | 1996              | 1             | Doctor Who           | Doctor Who              |
| Derek Jacobi     | 2007              | 1             | Utopia               | Utopia                  |
| John Simm        | 2007 - 2010, 2017 | 7             | Utopia               | The Doctor Falls        |
| Michelle Gomez   | 2014 - 2017       | 15            | Deep Breath          | The Doctor Falls        |
| Sacha Dhawan     | 2020 - 2022       | 4 (in corso)  | Spyfall Part One     | The Power of the Doctor |

### Audiodrammi Big Finish
| Attore           | Periodo         | N. di storie | Prima apparizione                    | Ultima apparizione                   |
| ---------------- | --------------- | ------------ | ------------------------------------ | ------------------------------------ |
| Geoffrey Beevers | 2001 - presente | 19           | Dust Breeding                        | Day of the Master: Part 2            |
| Mark Gatiss      | 2003 - 2019     | 6            | Sympathy for the Devil               | The War Master: Anti-Genesis         |
| Alex Macqueen    | 2012 - 2016     | 11           | UNIT: Dominion                       | The Two Masters                      |
| Anthony Howell   | 2015            | 1            | The Sixth Doctor: The Last Adventure | The Sixth Doctor: The Last Adventure |
| Derek Jacobi     | 2017 - presente | 20           | The War Master: Only the Good        | The War Master: Anti-Genesis         |
| James Dreyfus    | 2017 - presente | 3            | The Destination Wars                 | The Psychic Circus                   |
| Eric Roberts     | 2019 - presente | 2            | The Diary of River Song: Series 5    | Day of the Master: Part 2            |
| Michelle Gomez   | 2019 - presente | 6            | The Diary of River Song: Series 5    | Day of the Master: Part 2            |